# Montséret
Montséret es una localidad  y comuna francesa, situada en el departamento del Aude en la región administrativa de Languedoc-Rosellón y la región natural de Corbierès..
Sus habitantes reciben el gentilicio en francés Montsérétois.

## Cultura y productos
Es una comuna con grandes extensiones dedicadas al cultivo de cepas y vides,  es un centro de producción vinícola de vins de pays, equivalente a la categoría española de "vinos de la tierra" de la denominación de origen Vin de pays des Coteaux de Cabrerisse, establecida por Decreto 2000/848 del 1 de septiembre de 2000.

## Demografía
| 351 | 360 | 308 | 306 | 347 | 410 |
| Para los censos de 1962 a 1999 la población legal corresponde a la población sin duplicidades (Fuente: INSEE [Consultar]) |     |     |     |     |     |

## Personalidades
- Noé Hervé (1908-1999), participante en la Resistencia francesa durante la Segunda Guerra Mundial; alcalde de Montséret de 1944 a 1974 .